# Kistolmács
Kistolmács è un comune dell'Ungheria di 167 abitanti (dati 2010). È situato nella contea di Zala.